# Полюстрово
Полю́строво; на картах со второй половины XVII века и до 1940 года включительно — Палюстрово (от лат. paluster — болотистый) — исторический район Санкт-Петербурга на правом берегу Невы.
По названию района названы Полюстровский проспект, Полюстровская набережная, железнодорожная станция Полюстрово, завод минеральных вод «Полюстрово», Полюстровский рынок, Полюстровский парк, Полюстровские пруды, гостиница Полюстрово и бизнес-парк Полюстрово.

## История
Петр I после возвращения из Бельгии, где императору понравились воды в городе-курорте Спа, поручил найти минеральные источники в России.
24 июня 1717 года он издал указ Сенату «О приискании в России минеральных вод». Врач Лаврентий Блюментрост узнал, что в Казачьей слободе на правом берегу Невы пьют воду из источников. Воду с сильным железистым вкусом представили Петру Великому, и он решил испытать её лично. Зимой 1719 года Петр лечился этой водой вместе со своим двором, а затем еще две зимы сравнивал её с иностранными водами.
В 1770 году имение было пожаловано императрицей Екатериной ll графу Григорию Николаевичу Теплову, который и дал местности название Полюстрово. В тот год Сам Теплов продолжительное время болел. Врачи советовали лечение за границей, но он решил сэкономить и попробовать местную железистую воду.
Существует две версии о результатах лечения. По словам современников, Теплов выздоровел, не покидая усадьбы в своей книге «Рассуждение о врачебной науке» сам Теплов писал, что питьё полюстровской воды в 1771 году едва не стоило ему жизни.
В 1782 году новым владельцем Полюстрова стал граф А. А. Безбородко, по его распоряжению был устроен пруд для сбора минеральной воды из ключей.
В 1819—1820 годах благодаря усилиям графа А. Г. Кушелева-Безбородко местность превратилась в процветающий курорт и дачное поселение. Здесь был разбит тенистый парк с мраморными статуями, построены лечебница с ваннами, просторный танцевальный зал и изящные беседки по проектам Джакомо Кваренги. Полюстрово быстро стало не только местом лечения, но и культурного отдыха: устраивались балы, концерты, народные гулянья с фейерверками.

ПОЛЮСТРОВА — деревня принадлежит Кушелеву Безбородку, Графу, число жителей по ревизии: 37 м. п., 43 ж. п. (1838 год)

ПОЛЮСТРОВО — деревня Графа Кушелева-Безбородко по просёлочной дороге, число дворов — 14, число душ — 17. (1856 год)

ПОЛЮСТРОВО — деревня владельческая в 1 версте от Невы, число дворов — 14, число жителей: 20 м. п., 18 ж. п.; Минеральные воды. (1862 год)

В 1838 году аптекарь Фишер арендовал источник и основал официальный курорт. Минеральную воду применяли как внутрь — для питья, так и наружно — в виде холодных и тёплых ванн. С открытием курорта Полюстрово стало одним из излюбленных дачных мест Санкт-Петербурга, особенно в период 1855—1868 годов.
В 1868 году курорт был почти полностью уничтожен пожаром. Позднее, сборник Центрального статистического комитета описывал его так:

ПОЛЮСТРОВА — деревня бывшая владельческая, дворов — 36, жителей — 316; волостное правление (у черты Санкт-Петербурга).

В 1½ версте — кожевенный завод. В 2½ верстах — фарфоровый завод. В 4 верстах — гвоздевой и чугунный заводы. В 5 верстах — пороховой завод. (1885 год)

Спустя два года, в мае 1870 года, скончался граф Г. А. Кушелев-Безбородко, завещав источник целебной воды своим крестьянам.
Ближе к концу XIX века в связи с острым дефицитом жилья в столице в Полюстрове, как и в других пригородах, распространилась практики постройки дач, на которых горожане жили летом для экономии на дорогостоящей аренде квартир.
По состоянию на 1898 год население Полюстровского участка — включавшей деревню единицы дореволюционного административно-территориального деления Петербурга — колебалось от 10 тысяч человек зимой до 14 тысяч летом. Вплоть до реформы территориального устройства Петрограда, проведённой в марте 1917 года городской Думой, в ходе которой деление города на неравнозначные части было упразднено и на месте частей и участков были созданы районы, Полюстровский участок входил в группу так называемых пригородных участков, статус которых отличался от участков (районов), составлявших город, как таковой.
- Полюстровский участок на карте из справочника «Весь Петербург»
- Полюстровский участок на карте из справочника «Весь Петербург» за 1913 год

С конца 1930-х годов был начат промышленный выпуск минеральной воды «Полюстрово».

## Границы
На севере район граничит с Пискарёвкой, на западе — с Выборгской стороной и Кушелевкой, на востоке — с железнодорожной линией. На юге Полюстрово частично выходит к Неве, частично примыкает к району Большая Охта.
Современное административное деление привело к тому, что исторически единая местность оказалась разделена между двумя муниципальными образованиями: Полюстрово (Красногвардейский район) и Финляндский округ (Калининский район). Такое размежевание не соответствует историческим и градостроительным реалиям, что может вести к размыванию идентичности района и затрудняет сохранение его культурного наследия.
В соответствии с постановлением правительства Санкт-Петербурга исторический квартал Полюстрово на севере ограничен проспектом Маршала Блюхера, на востоке по линии соединительной железной дороги до шоссе Революции, затем на юге по шоссе Революции до Пискарёвского проспекта и от него по Полюстровскому проспекту до соединения с проспектом Маршала Блюхера. Хотя эта область и затрагивает основную часть Полюстрова, она не включает в себя дачу Кушелева-Безбородко с участком Полюстровской набережной.
По другим определениям на западе ограничен Кондратьевским проспектом (в прошлом Безбородкинским), на востоке — Пискарёвским проспектом (ранее — проспектом Императора Петра Великого), на юге — Невой, на севере граничит с Пискарёвкой по Бестужевской улице.

## Фото
- Полюстрово. Вид на бывшую усадьбу Кушелевых-Безбородко (Свердловская наб., 40) со звонницы Смольного собора.
- Полюстрово. Вид на здание предприятия «Силовые машины» («Ленинградский металлический завод») со звонницы Смольного собора.